# Lista niemieckich torpedowców I wojny światowej
Lista niemieckich torpedowców I wojny światowej
Orientacyjne dane podane w formacie: stocznia, rok wodowania, wyporność, prędkość, uzbrojenie.

## Wczesne typy

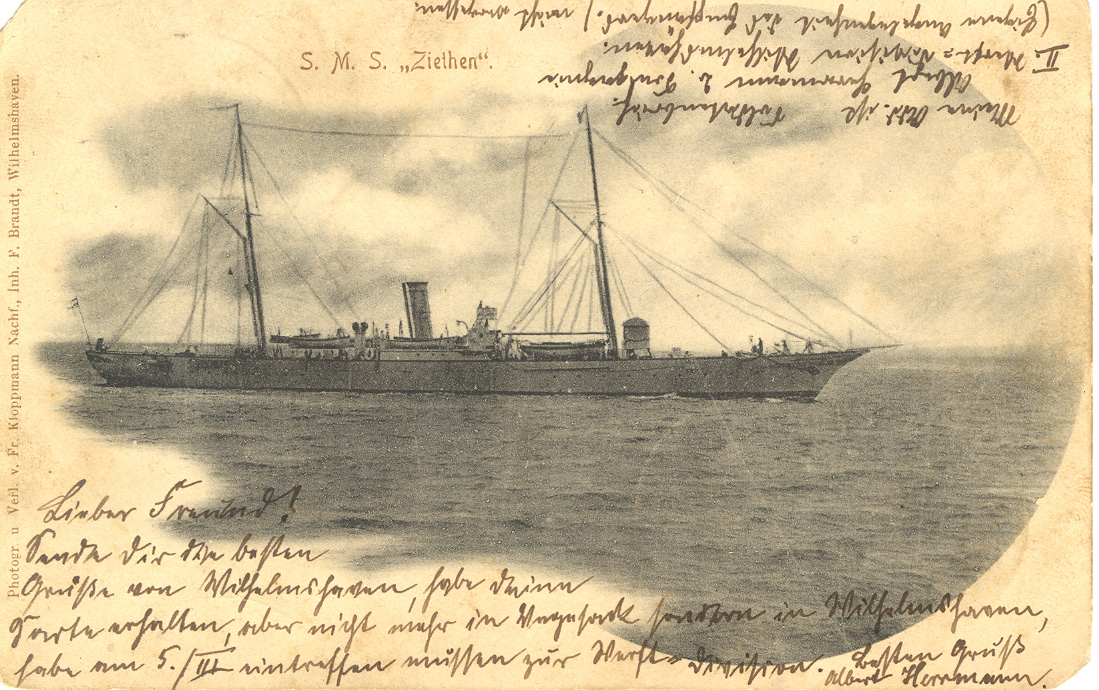
SMS Zieten

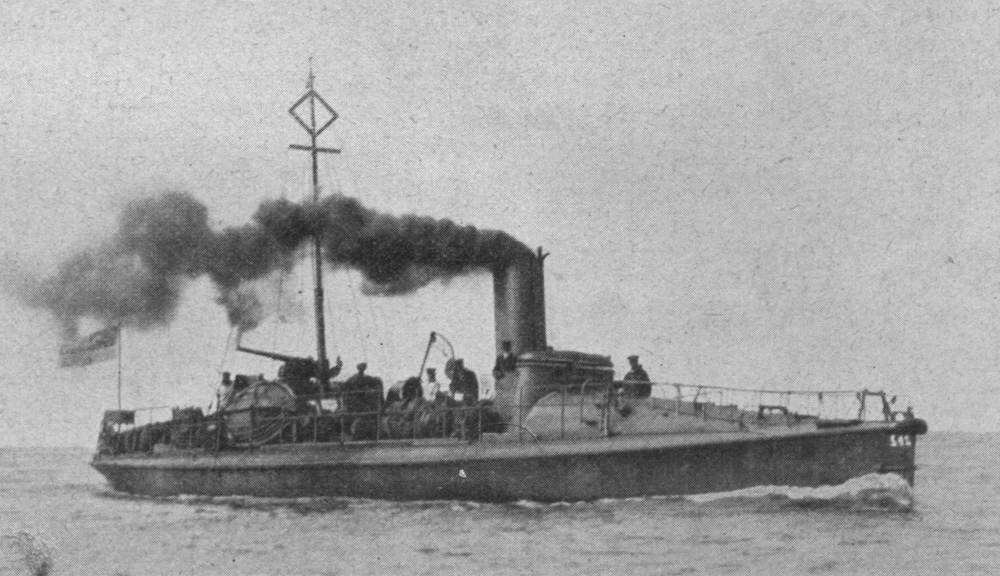
SMS S 42, torpedowiec typu S 7

- SMS Zieten: Thames Ironworks, 1876; 1170 t; 16 w.; 6 x 50 mm, 2 wt 380 mm[1]

### Torpedowce typu W 1
6 okrętów: AG Weser, Bremen, 1884
- W 1, W 2, W 3, W 4, W 5, W 6

### Torpedowce typu V 1
6 okrętów: Vulcan, Szczecin, 1884
- V 1, V 2, V 3, V 4, V 5, V 6, V 7, V 8, V 9, V 10

### Torpedowce typu S 1
6 okrętów: Schichau, Elbląg, 1884
- S 1, S 2, S 3, S 4, S 5, S 6

### Torpedowce typu S 7
60 okrętów: Schichau, Elbląg, 1885-1892; 98 t; 20,4 w.; 1 x 50 mm, 3 wt 350 mm
- S 7 – S 10 (złomowany 1905-1910)
- S 11 – S 65 trałowce, tendry, torpedowce szkoleniowe

## Torpedowce typu S 66
24 okrętów typu S 66:

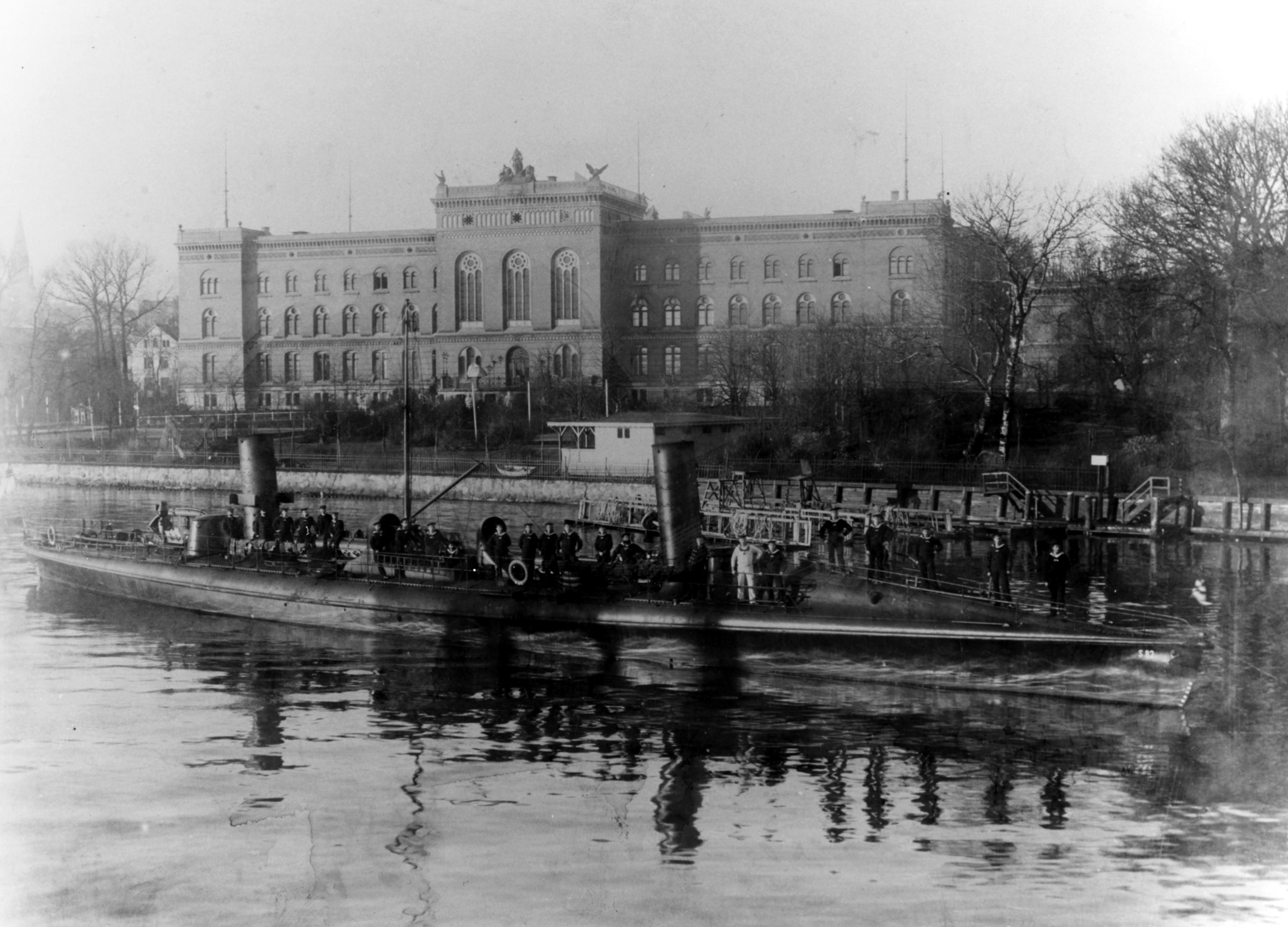
SMS S 82 (1897), torpedowiec typu S 66

22 okrętów: Schichau, Elbląg, 1893-1897; 172-186 t; 22-25 w.; 1 x 50 mm, 3 wt 450 mm
- S 66 – S 87 trałowce, tendry, torpedowce szkoleniowe

2 okręty: Germaniawerft, Kilonia, 1897 & 1898; 177 t; 26 w.; 1 x 50 mm, 3 wt 450 mm
- G 88, G 89 trałowce, tendry, torpedowce szkoleniowe

## Torpedowce typu A (Küstentorpedoboot)

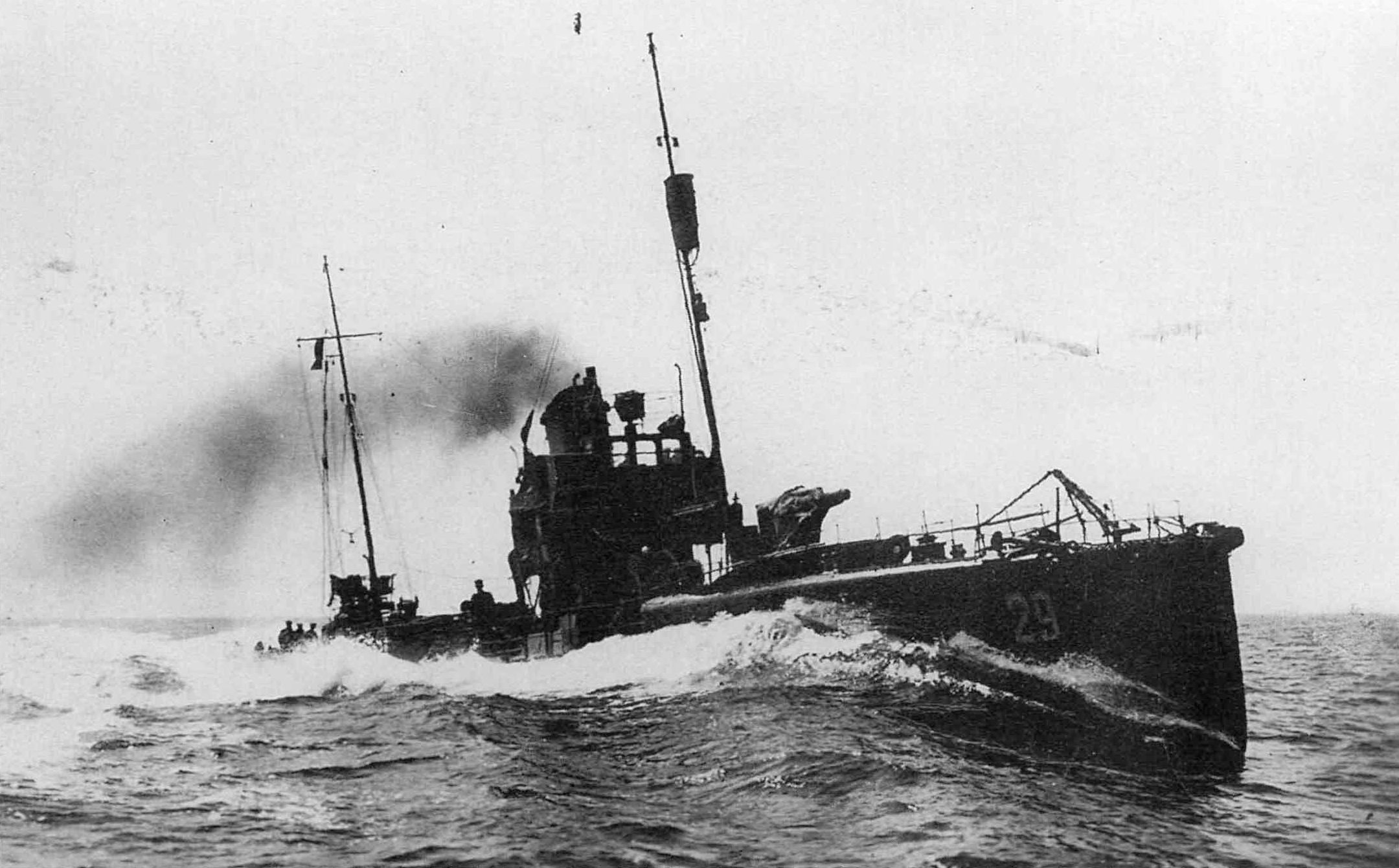
SMS A 29, torpedowiec typu A 26

113 okrętów typu A:

### Torpedowce typu A 1(Amtsentwurf 1914)
25 okrętów: Vulcan, Hamburg, 1915; 137 t; 20 w.; 1 x 52 mm, 2 wt 450 mm
- A 1, A 2, A 3, A 4, A 5, A 6, A 7, A 8, A 9, A 10, A 11, A 12, A 13, A 14, A 15, A 16, A 17, A 18, A 19, A 20, A 21, A 22, A 23, A 24, A 25

### Torpedowce typu A 26(Amtsentwurf 1915)
30 okrętów: Schichau, Elbląg, 1916-1917; 250 t; 25,8 w.; 2 x 88 mm, 1 wt 450 mm
- A 26, A 27, A 28, A 29, A 30, A 31, A 32, A 33 – A 55

### Torpedowce typu A 56(Amtsentwurf 1916)
12 okrętów: Vulcan, Szczecin, 1917-1918; 381 t; 28,2 w.; 2 x 88 mm, 2 wt 450 mm
- A 56, A 57, A 58, A 59 (ORP Ślązak), A 60, A 62, A 63, A 64 (ORP Krakowiak), A 65, A 66, A 67,

12 okrętów: Schichau, Elbląg, 1917; 392 t; 26,5 w; 2x88 mm, 2 wt 450 mm
- A 68 (ORP Kujawiak), A 69 (zmieniono na SMS V 105 (ORP Mazur)), A 70 – A 79

### Torpedowce typu A 80(Amtsentwurf 1916)
12 okrętów: Vulcan, Szczecin, 1917-1918; 381 t; 26,6 w.; 2 x 88 mm, 2 wt 450 mm
- A 80 (ORP Goral, ORP Podhalanin), A 81, A 82, A 83 – A 85 (Howaldt, Kilonia nieukończone), A 86 – A 91

### Torpedowce typu A 92(Amtsentwurf 1916)
4 okręty: Schichau, Elbląg, 1918; 392 t; 26,7 w.; 2 x 88 mm, 2 wt 450 mm
- A 92, A 93, A 94, A 95,

18 okrętów: Vulcan, Szczecin, - (nieukończone)
- A 96 – A 113 (nieukończone)